# Joy Fawcett
Joy Lynn Fawcett, född Biefeld den 8 februari 1968 i Inglewood, Kalifornien, är en amerikansk fotbollsspelare. Vid fotbollsturneringen under OS 2004 i Aten deltog hon i det amerikanska lag som tog guld.